# Monument Brunswick (Genappe)
Le Monument Brunswick est un monument situé aux Quatre-Bras de Baisy-Thy qui commémore la bataille des Quatre Bras du 16 juin 1815 et la mort du duc de Brunswick Frédéric-Guillaume de Brunswick-Wolfenbüttel.

## Localisation
Le Monument Brunswick se situe à 500 m au sud du carrefour des Quatre-Bras de Baisy-Thy, sur le territoire de la commune belge de Genappe, dans la province du Brabant wallon.

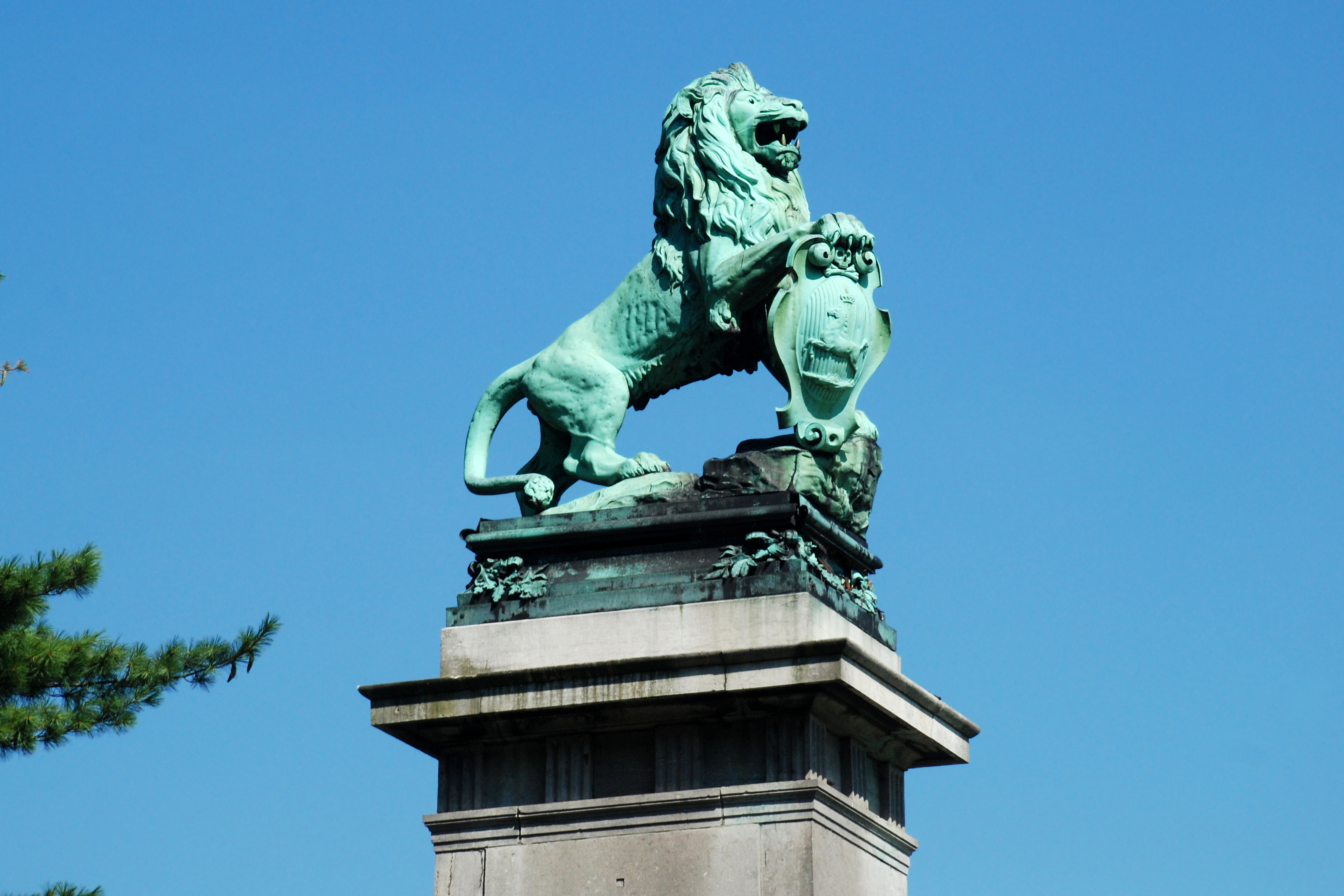
Le lion.

## Historique

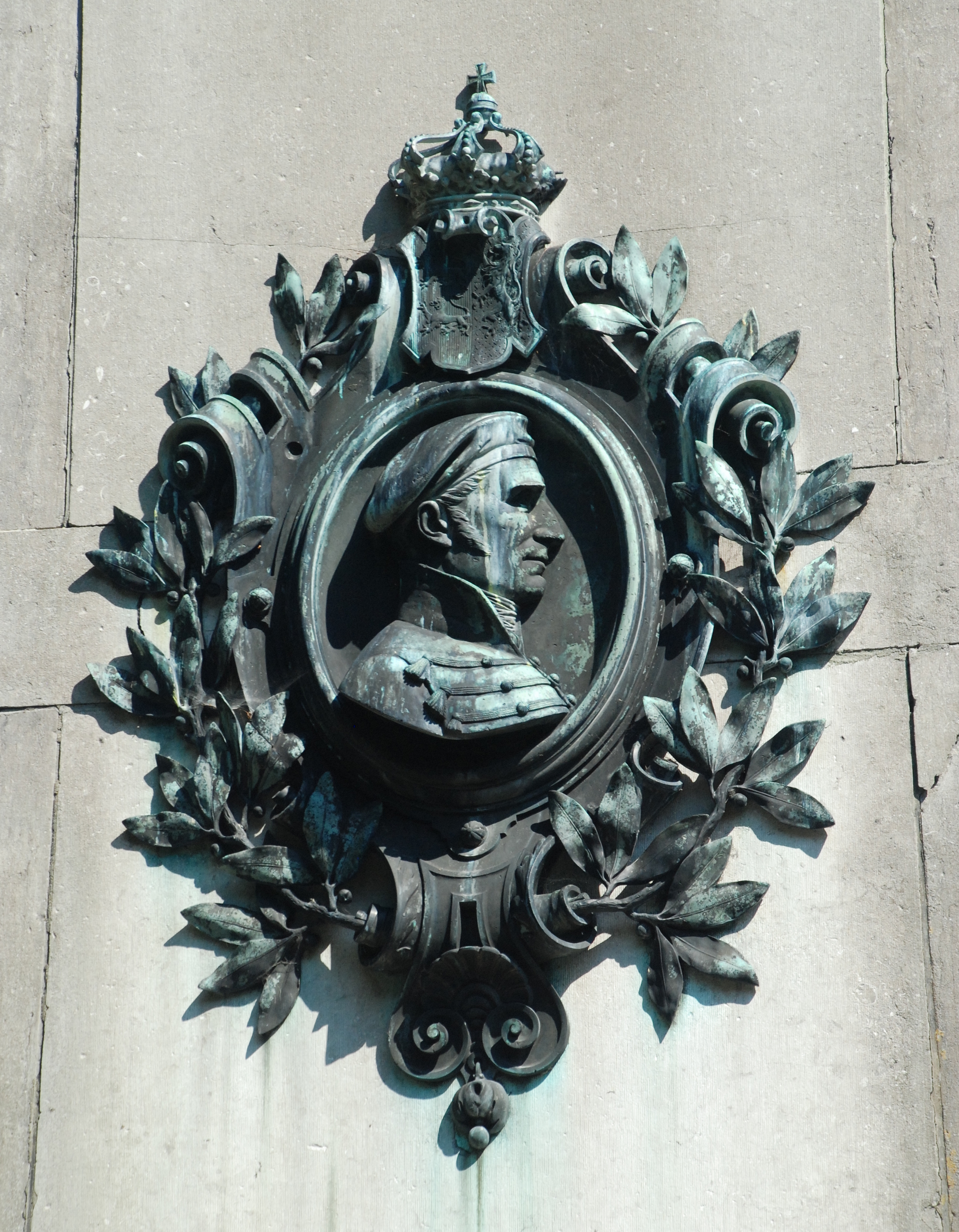
Portrait en bronze du duc de Brunswick.

## Description

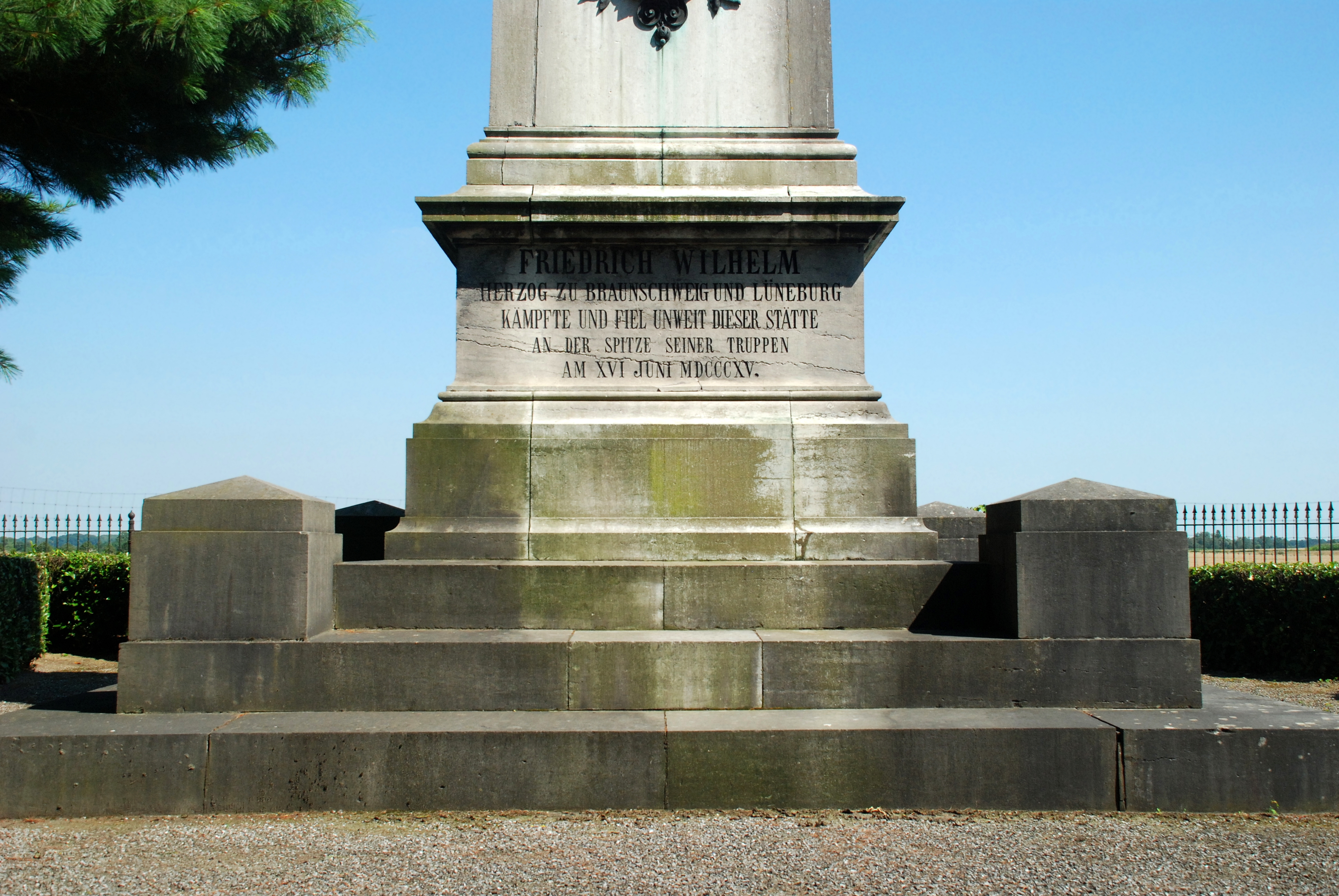
La base du piédestal.

Le monument est constitué d'un socle à degrés et d'un piédestal en pierre bleue portant la statue d'un lion regardant en direction de la France, la patte posée sur un bouclier.
Le piédestal est orné d'un médaillon en bronze figurant le portrait du duc de Brunswick, entouré de feuilles de laurier.
La base du piédestal porte une inscription en hommage au duc :

« FRIEDRICH WILHELM

HERZOG ZU BRAUNSCHWEIG UND LÜNEBURG

KÄMPFTE UND FIEL UNWEIT DIESER STÄTTE

AN DER SPITZE SEINER TRUPPEN

AM XVI JUNI MDCCCXV. »

Ce qui signifie « Frédéric-Guillaume, duc de Brunswick et de Lunebourg, combattit et tomba à proximité de cet endroit à la tête de ses troupes le 16 juin 1815. »